# فرانز یورگنس

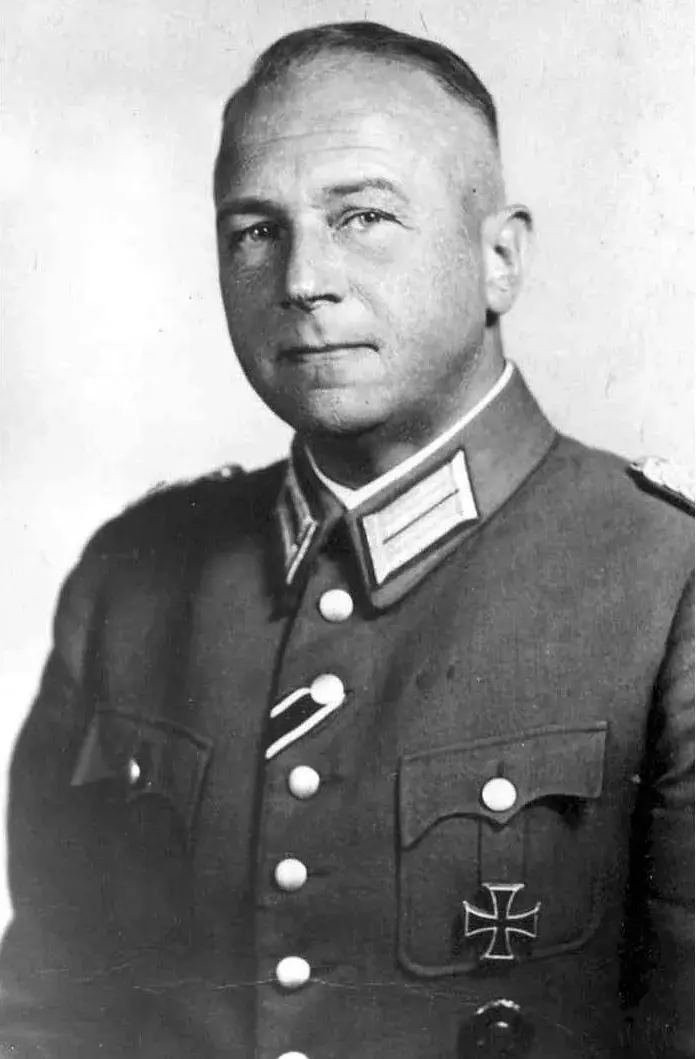
فرانس یورگنس

کارل فرانتس یورگنس (آلمانی: Carl Franz Jürgens) (زادهٔ ۱۴ نوامبر ۱۸۹۵ در آینبک؛ † ۱۶ آوریل ۱۹۴۵ در دوسلدورف) فرمانده پلیس حفاظتی در دارمشتات و دوسلدورف بود. او مسئول انتقال یهودیان دارمشتات به اردوگاه‌های مرگ در دوران هولوکاست و همچنین از اعضای مقاومت علیه رژیم نازی به شمار می‌رفت.
در آوریل ۱۹۴۵، او در عملیاتی به همراه گروهی از شهروندان دوسلدورف شرکت کرد تا شهر را بدون درگیری به نیروهای پیشروی آمریکایی تسلیم کنند. چند ساعت پیش از آزادسازی دوسلدورف، او به مرگ محکوم و اعدام شد.
1. ↑  Everwyn, Klas Ewert: Der Opfergang des Polizisten Franz Jürgens: Novelle, 1st edition, Düsseldorf: Ed. Virgines, 2015. 111 pages: illustrations, 21 cm. ISBN 978-3-944011-31-8.
2. ↑  Düsseldorf, Landeshauptstadt (2023-04-17). "Pressedienst Einzelansicht". www.duesseldorf.de (به آلمانی). Retrieved 2024-10-17.